# Miss Paraná 2013
Miss Paraná 2013 foi a 56.ª edição do concurso que escolhe a melhor candidata paranaense para representar seu estado e sua cultura no Miss Brasil. O evento contou com a presença de candidatas de diversos municípios do estado. A noite final da competição foi televisionada pela Band Paraná para toda a região. Alessandra Bernardi, Miss Paraná 2012 coroou sua sucessora ao título no final do evento. O mesmo ocorreu no Auditório Potty Lazzarotto, situado dentro do Museu Oscar Niemeyer, na capital do estado. A competição ainda contou com a presença de Gabriela Markus. Sob apresentação de Elaine e Wall Barrionuevo, o evento ocorreu no dia 18 de Junho.

## Resultados

### Colocações
| Posição                 | Cidade e Candidata |
| Miss Paraná             | - Maringá - Isis Stocco |
| 2º. Lugar               | - Umuarama - Ana Paula Silva |
| 3º. Lugar               | - Jacarezinho - Najara Alves |
| Finalistas              | - Araucária - Laís Follador - Coronel Vivida - Adriely Santos - Fazenda Rio Grande - Aldrey Rufino |
| (TOP 13) Semifinalistas | - Campo Mourão - Alessandra Gomes - Cianorte - Cristiane Pinzan - Guaíra - Joice Andrade - Medianeira - Bianca Giordani - Nova Londrina - Milena Pilegi - Paraíso do Norte - Bruna Mariano - São José dos Pinhais - Alessandra Reginato |

### Premiações Especiais
- O concurso estadual só premiou a miss mais simpática esse ano:

| Posição       | Cidade e Candidata              |
| Miss Simpatia | - Nova Londrina - Milena Pilegi |

### Ordem dos Anúncios
| 1. Coronel Vivida 2. Fazenda Rio Grande 3. Guaíra 4. Maringá 5. Nova Londrina 6. Medianeira 7. Araucária 8. Jacarezinho 9. Paraíso do Norte 10. Cianorte 11. Campo Mourão 12. São José dos Pinhais 13. Umuarama | 1. Jacarezinho 2. Fazenda Rio Grande 3. Coronel Vivida 4. Araucária 5. Maringá 6. Umuarama |

## Jurados

### Seletiva
A lista de jurados abaixo corresponde a seletiva não-televisionada com as 58 candidatas ao título:
| - Adalton Xavier, diretor da Umaflex; - Adriano Salles Gato, proprietário do website "Click do Gatto"; - Amanda Paggi Vicentini, Miss Teen Sudamericana 2013; - Babye Munhoz, blogueira; - Claudeni Kist, empresária e proprietária da "Gildo Kist"; - Conrado Cheller, advogado e vereador do município de Cambé - Edna Almodin, oftalmologista; - Gabriel Anjos, músico e cantor; - Gabriela Markus, Miss Brasil 2012; - Gildo Kist, empresário e proprietário da "Gildo Kist"; - Iloni Assmann, sócia-proprietária do Grupo Contradição; - Ítalo do Brasil, missólogo; | - Luiz Fernando Bazon, sócio-proprietário da Biomedic; - Nilson Umberto Sacchelli, presidente e C.E.O da Frizz Midia; - Pedro Lavalhos, arquiteto e sócio-proprietário da Mini Preço Decor; - Rebeca Meier, Miss Teenager Paraná 2012; - Rose Kendrick, diretora da UniCesumar; - Roseni Missawa, sócia-proprietária da By Femme; - Rosi Colhado, estilista da Recco Langerie; - Rubinho Storto Filho, empresário e representante da TAJ Maringá; - Sady Ricardo, diretor do jornal "Agora Paraná"; - Sérgio Luis Câmara, médico-cirurgião plástico; - Tiago Lopez, fotógrafo oficial do evento; - Alonso Bee, superintendente do Catuaí Shopping Center. |

## Organização

### Seletiva
Devido ao grande número de participação municipal para o concurso estadual, a organização do concurso resolveu dividir a competição em duas partes. A primeira, uma seletiva com todas as candidatas divididas em dois dias, em 12 a 15 de Maio, realizado na cidade de Maringá. Dessa seleção, apenas 30 aspirantes seguem para a segunda fase, a final televisionada da onde sairá a grande vencedora. O evento contará com a presença da atual Miss Brasil Gabriela Markus para a composição final do juri que definirão as trinta aspirantes.

### Sustentabilidade
A cada ano os idealizadores do Miss Paraná promovem ações de conscientização ambiental, que já é tradição no concurso. Para a edição 2013 os organizadores pretentendem distribuir 5.000 unidades de sacolas retornáveis. A campanha, que foi planejada, já dá indícios de que será de grande valia para o meio ambiente como um todo. A iniciativa também beneficiará com recursos uma Entidade Assistencial escolhida pela candidata participante dessa edição.

## Candidatas
Até agora, foram definidas as seguintes vencedoras estaduais:

### Candidatas Oficiais
Nos dias da seletiva, foram definidas as seguintes candidatas que seguem na disputa pela coroa:
| - Araucária - Laís Follador - Cambé - Lariane Salomão - Campo Largo - Mayara Néres Soberano - Campo Mourão - Alessandra Gomes - Cianorte - Cristiane Pinzan - Coronel Vivida - Adriely Santos - Curitiba - Thayana Hey - Fazenda Rio Grande - Aldrey Silva Rufino - Francisco Beltrão - Daniela Cachoeira - Guaíra - Joice Andrade - Itaipulândia - Juli Pedroni - Jacarezinho - Najara Alves - Londrina - Rafaela de Almeida Lopes - Mandaguari - Maria Clara Yednak - Maringá - Isis Stocco Machado | - Matinhos - Suellen Priscila Ávila - Medianeira - Bianca Grando Giordani - Nova Londrina - Milena Pilegi - Paiçandu - Bruna Gasparin - Palotina - Karim Pase Montagnini - Paraíso do Norte - Bruna Mariano - Paranaguá - Angélica Moronhe - Paranavaí - Paola Dornelles Slaviero - Pato Branco - Laura Mozzato - Pinhais - Paloma Filippsen - Rio Branco do Sul - Krystin Engel - São José dos Pinhais - Alessandra Reginato - São Miguel do Iguaçu - Karina Romanha - Toledo - Thaísa Gabriela Vêiga - Umuarama - Ana Paula Silva |

### Candidatas Inscritas
A lista abaixo corresponde a todas as candidatas que se inscreveram pelo site oficial do Miss Paraná e do Miss Brasil para disputar uma das trinta vagas que a organização do evento colocaria a disposição para a final televisionada.
| - Antonina - Angélica Oliveira - Arapongas - Jéssica Cheli - Balsa Nova - Bárbara Gonçalves - Bela Vista do Paraíso - Zilda Menck - Campo Magro - Mayara Gruba - Cascavel - Bruna Zuanazzi - Colombo - Letícia Roiek - Corbélia - Janaine Zanardi - Guaraqueçaba - Séphora Alves - Ibiporã - Débora Surmani - Itaperuçu - Elisa Vitória - Marquinho - Keila Javorski - Matelândia - Vanessa Dalleaste - Morretes - Caroline Alves Silva | - Nova Aurora - Nathana Brenda Lovo - Nova Esperança - Cristiana Margarida da Silva - Nova Santa Rosa - Danielli Modes - Piraquara - Josiane Santos - Pitanga - Débora Karen Moreira - Ponta Grossa - Gabrielle Schëifer - Pontal do Paraná - Jéssica Mendonça - Porecatu - Bruna Sega - Rolândia - Cristiana Flávia Cordeiro - Santo Antônio da Platina - Akeme Sakai - Sarandi - Rayara Isolani - Telêmaco Borba - Camila Piechnicki - Ubiratã - Flávia dos Santos Rocha - Yolanda - Talitta Pelosi |